# رالف كيلر
رالف كيلر هو لاعب هوكي الجليد كندي، ولد في 6 فبراير 1936 في Wilkie, Saskatchewan ‏ في كندا، وتوفي في 8 مارس 2018.

## وصلات خارجية
- رالف كيلر على موقع دوري الهوكي الوطني (الإنجليزية)
- رالف كيلر على موقع EliteProspects.com (الإنجليزية)
- رالف كيلر على موقع HockeyDB.com (الإنجليزية)
- رالف كيلر على موقع Hockey-Reference.com (الإنجليزية)